# استیونتون، آکسفوردشر
استیونتون (به انگلیسی: Steventon) یک روستا و محله مدنی در بریتانیا است که در ویل آو وایت هرس واقع شده‌است. استیونتون ۱٬۴۸۵ نفر جمعیت دارد.